# Bernard Fenerberg
Bernard Fenerberg, né à Paris en 1926, est un résistant belge de la Seconde Guerre mondiale qui fut à l'origine du sauvetage de 14 enfants juives qui vivaient clandestinement dans le couvent du Très Saint-Sauveur à Anderlecht en mai 1943.

## Biographie
Bernard Fenerberg, dont la famille est d'origine juive polonaise, nait à Paris en 1926. 
Après avoir été ouvrier agricole en Allemagne, mineur à Charleroi, ouvrier chez Renault à Paris, puis tailleur à Bruxelles, son père est déporté en France en mai 1942 dans le cadre de l'Organisation Todt en vue de la construction du mur de l'Atlantique. Il sera ensuite déporté vers Auschwitz dont il ne reviendra pas. Sa mère et sa sœur échappent à la rafle du 3 septembre 1942 à Bruxelles. Sa sœur est alors confiée au Comité de Défense des Juifs (CDJ) qui la dissimule dans un couvent à Heverlee. Sa mère rejoint un frère qui vit dans la clandestinité. 
Bernard, alors âgé de 16 ans, s'adresse à l'abbé Jan Bruylants de la paroisse Marie Immaculée de Cureghem. Il vit un temps dans une maison de la paroisse hébergeant des enfants cachés et travaille clandestinement comme fourreur dans un atelier bruxellois. Il prend ses repas chez l'abbé Bruylants et sa gouvernante âgée, Marieke. 
Le 20 mai 1943, lorsqu'il arrive vers midi chez l'abbé, il découvre Marieke en pleurs. Elle lui apprend que la Gestapo, flanquée du Gros Jacques, a débarqué au couvent du Très Saint-Sauveur, Avenue Clemenceau à Anderlecht pour y arrêter 14 fillettes juives et leur accompagnatrice, également juive, Renée Gutki. Parce que les sœurs jugeaient important que les filles plus âgées continuent leur scolarité, certaines d'entre elles étaient à l'école. Les Allemands, qui voulaient les arrêter toutes, décidèrent alors de revenir le lendemain, non sans menacer les bonnes-sœurs si, d'aventure, l'une d'entre elles était manquante. 
De retour à l'atelier, Bernard Fenerberg en parle à son ami, Tobie Cymberknopf qui contacte aussitôt Paul Halter, membre des Partisans armés. Ce dernier prend aussitôt le commandement de l'opération et fixe rendez-vous devant le couvent à la nuit tombante à Bernard Fenerberg, Tobie Cymberknopf, Floris Desmedt, Andrée Ermel et Jankiel Parancevitch. Le groupe pénètre en armes dans le couvent, palabre et emmène finalement les fillettes par groupes de trois pour ne pas éveiller l'attention à quelques minutes du couvre-feu. Les sœurs sont séquestrées et la mère supérieure, ligotée dans une armoire pour éviter les représailles à leur encontre par les gestapistes. Le lendemain, le CDJ viendra prendre les enfants en charge pour organiser leur clandestinité. Les 14 fillettes et leur accompagnatrice survécurent à la guerre mais Bernard Fenerberg et les protagonistes de ce sauvetage ne l'apprendront qu'en 1995 à l'occasion du premier congrès de l'Enfant caché organisé à New York,. Sa maman et sa sœur survivront également à la guerre.
À la suite de cette action, Paul Halter acceptera que Bernard Fenerberg entre dans la résistance malgré ses dix-sept ans au côté des partisans armés.
Il témoignera fréquemment auprès des plus jeunes, dans les écoles ou lors de visites guidées, de son expérience et de la vie que pouvait être celle des Juifs durant la Seconde Guerre mondiale en Belgique, accomplissant par là son devoir de mémoire. Retraité, il se lancera dans la peinture. Préoccupé par le monde du travail, il se dit influencé par des peintres comme Pierre Paulus et par des sculpteurs comme Constantin Meunier.
Il se lance également dans l'écriture et un livre autobiographique, sur sa vie pendant l'occupation allemande comme juif et résistant, sera publié en 2013 : Ces enfants, ils ne les auront pas !.

## Reconnaissances
- Une plaque commémorative est inaugurée sur la façade du couvent du très saint Sauveur au 70 de l'Avenue Clemenceau, à Anderlecht, le 20 mai 2003.
- Mensch de l'année en 2009 (CCLJ)
- Une soirée hommage, organisée par la Fédération Nationale des Combattants (FNC), la Fondation Auschwitz et la Commune d'Anderlecht est organisée le 19 septembre 2013 à la Salle Molière.
- Un film : "Ces enfants, ils ne les auront pas !". Un reportage sur le sauvetage des filles au couvent d'Anderlecht par les résistants et B. Fenerberg, et le témoignage de quatre d'entre elles, après septante ans.

## Ouvrage
- Bernard Fenerberg, Ces enfants, ils ne les auront pas ![4]: Récits de guerre et de résistant d'un ketje de Bruxelles, préface de Anne Morelli, éditions Couleur Livres, 2013, 124 pages,  (ISBN 9782870036303)